# Ligas autonómicas de hockey sobre patines 2019-20
Las Ligas autonómicas 2019-20 fueron una serie de competiciones que se desarrollaron en los niveles tercero, cuarto y quinto del campeonato español de hockey sobre patines, por debajo de los dos primeros niveles nacionales. Fueron organizadas por las distintas federaciones autonómicas de patinaje y coordinadas entre sí por la  Real Federación Española de Patinaje.
El tercer nivel es el sucesor de la antigua Segunda División española, posteriormente denominada Primera División B. A partir de esta temporada se crea la OK Liga Bronce en sustitución de las anteriores fases de ascenso, de forma que el tercer nivel queda dividido en una primera fase de la temporada compuesto por seis ligas de carácter autonómico o pluriautonómico, y una segunda fase en la que los equipos mejor clasificados disputan la OK Liga Bronce organizada por la federación española, la cual otorga los ascensos a la OK Liga Plata (segundo nivel del campeonato).
Los dos niveles restantes de las ligas autonómicas fueron organizados libremente por las respectivas federaciones autonómicas.

## Tercer nivel
El tercer nivel del campeonato español de hockey sobre patines está compuesto por seis ligas autonómicas agrupadas en tres sectores, ascendiendo directamente a Primera División el campeón del sector catalán, y pasando los mejores clasificados de las restantes ligas a disputar el ascenso mediante la OK Liga Bronceː
- Sector Cataluña: Liga Nacional Catalana.
- Sector Norte: Primera Autonómica de Asturias, Primera Autonómica de Galicia, y Liga Norte.
- Sector Sur: Primera Autonómica de Madrid, y Liga Sur.

### Primera Autonómica de Asturias.
Compuesta por un grupo de 9 equipos, clasificándose los 3 primeros para disputar el grupo norte de la nueva OK Liga Bronce. No se producen descensos al no existir niveles inferiores en la comunidad asturiana.
La competición contó con un equipo menos que la temporada anterior, ya que no participaron los dos equipos del Asturhockey Club Patín, ni el segundo equipo del Club Patín Cuencas Mineras ; si bien el Oviedo Booling Club que había ascendido a la Primera División nacional inscribió un segundo equipo en esta liga autonómica, mientras que el Centro Asturiano regresó esta temporada a la categoría senior.
El Club Patín Areces se proclamó campeón, clasificándose para la OK Liga Bronce, al igual que el Oviedo Roller H.C. y el A.D. Patinalón, siguientes clasificados.
|  | Pos. | Equipo                     | Localidad    |
|  | 1.   | Club Patín Areces          | Grado        |
|  | 2.   | Oviedo Roller H.C.         | Oviedo       |
|  | 3.   | C.D. Patinalón             | Langreo      |
|  | 4.   | Gijón H.C.                 | Gijón        |
|  | 5.   | Oviedo Roller H.C. B       | Oviedo       |
|  | 6.   | Oviedo Booling Club B      | Oviedo       |
|  | 7.   | Club Patín Cuencas Mineras | Pola de Lena |
|  | 8.   | Centro Asturiano           | Oviedo       |
|  | 9.   | A.D. Patinalón B           | Grado        |

### Primera Autonómica de Galicia.
Compuesta por un grupo de 11 equipos, clasificándose los 3 primeros para disputar el grupo norte de la nueva OK Liga Bronce. No se producen descensos al no existir niveles inferiores en la comunidad  gallega.
La competición contó con un equipo menos que la temporada anterior, ya que no participaron los dos equipos que habían ascendido,el Club Compañía de María y el C.A.A. Dominicos; si bien el Escola Lubians inscribió un segundo equipo.
El Club Compañía de María B se proclamó campeón, clasificándose para la OK Liga Bronce, al igual que el Escola Lubians y el A.C. Órdenes, siguientes clasificados.
|  | Pos. | Equipo                 | Localidad              |
|  | 1.   | C. Compañía de María B | La Coruña              |
|  | 2.   | Escola Lubians         | Carballo               |
|  | 3.   | A.C. Órdenes           | Órdenes                |
|  | 4.   | C.A.A. Dominicos B     | La Coruña              |
|  | 5.   | C.H. Compostela        | Santiago de Compostela |
|  | 6.   | Hockey Club Liceo C    | La Coruña              |
|  | 7.   | H.C. Raxoi             | Santiago de Compostela |
|  | 8.   | H.C. Borbolla          | La Coruña              |
|  | 9.   | H.C. Borbolla B        | La Coruña              |
|  | 12.  | Traviesas H.C.         | Vigo                   |
|  | 11.  | Escola Lubians B       | Carballo               |

### Liga Norte.
Compuesta por 14 equipos divididos en dos grupos de 7 equipos cada uno, procedentes de varias comunidades autónomas del norte de España: 7 del País Vasco, 3 de Navarra, 2 de Castilla y León, 1 de Cantabria, y 1 de Aragón. Se clasifican los 2 primeros de cada grupo de la fase regular para disputar un play off, accediendo dos primeros de este al grupo norte de la nueva OK Liga Bronce. No se producen descensos al no existir niveles inferiores en estas comunidades autónomas.
Respecto a la temporada aumenta la participación con dos equipos más, al inscribirse por primera vez la S.D. Lagunak en categoría senior. El Real Club Jolaseta había descendido de Primera División, pero procedió a mantener también a su segundo equipo en la Liga Norte esta temporada.
El Real Club Jolaseta se proclamó campeón tras disputar el play off, clasificándose para la OK Liga Bronce junto al subcampeón Iruña Hockey.
- Liga regular:

|  | Pos. | Equipo                  | Localidad     |
|  | 1.   | Club Deportivo Urdaneta | Bilbao        |
|  | 2.   | Real Club Jolaseta B    | Guecho        |
|  | 3.   | Iruña Hockey            | Pamplona      |
|  | 4.   | Gurutzeta Patin Taldea  | Baracaldo     |
|  | 5.   | C.P. Burgos             | Burgos        |
|  | 6.   | Club Deportivo Oberena  | Pamplona      |
|  | 7.   | C.D. Mundaiz            | San Sebastián |

|  | Pos. | Equipo                     | Localidad |
|  | 1.   | Santutxu Hockey Taldea     | Bilbao    |
|  | 2.   | U.D. Loyola Indautxu       | Bilbao    |
|  | 3.   | Alcañiz C.P.               | Alcañiz   |
|  | 4.   | Club Deportivo Aurrera     | Vitoria   |
|  | 5.   | Real Sociedad de Tenis     | Santander |
|  | 6.   | Laguna Negra H.C.          | Soria     |
|  | 7.   | Sociedad Deportiva Lagunak | Barañáin  |

### Primera Autonómica de Madrid.
Compuesta por 11 equipos divididos en dos grupos de 6 y 5 equipos cada uno, todos de la Comunidad de Madrid. Se clasifican los cuatro primeros de cada grupo para disputar los Play-off, cuyo ganador se proclama campeón y se clasifica para la OK Liga Bronce, junto a los tres siguientes mejores clasificados. Aunque los tres equipos restantes disputaron una fase de descenso, no se produjo ninguno y se volvió a permitir que los clubes decidieran por libre inscripción militar la siguiente temporada en esta categoría.
Respecto a la temporada anterior se mantuvo la misma cifra de participantes, ya que se reincorporó los tres equipos ascendidos a la OK Liga Plata, C.P. Rivas Las Lagunas, C.P. Las Rozas y C.D. Sta. Mª del Pilar B, inscribieron un segundo equipo en esta categoría.
El Club Patín Alcorcón se proclamó campeón tras disputar los Play-off, clasificándose para la para la OK Liga Bronce, al igual que el C.P. Rivas las Lagunas B, el Club Patín Alcobendas B y el Colegio Virgen de Europa, siguientes clasificados.
- Liga regular:

|  | Pos. | Equipo                   | Localidad          |
|  | 1.   | Colegio Alameda de Osuna | Madrid             |
|  | 2.   | Colegio Virgen de Europa | Boadilla del Monte |
|  | 3.   | Club Patín Alcobendas B  | Alcobendas         |
|  | 4.   | Club Patinaje Coslada    | Coslada            |
|  | 5.   | C.D. Sta. Mª del Pilar B | Madrid             |
|  | 6.   | Club Patín Alcalá Hockey | Alcalá de Henares  |

|  | Pos. | Equipo                   | Localidad           |
|  | 1.   | Club Patín Alcorcón      | Alcorcón            |
|  | 2.   | C.P. Las Rozas B         | Las Rozas de Madrid |
|  | 3.   | C.P. Rivas las Lagunas B | Rivas-Vaciamadrid   |
|  | 4.   | Tres Cantos Patín Club   | Tres Cantos         |
|  | 5.   | C.H.P. Aluche            | Aluche              |

### Liga Sur.
Compuesta por un grupo de 7 equipos, 5 de Andalucía, y 2 de la Comunidad Valenciana, clasificándose los 4 primeros para disputar el grupo sur  de la OK Liga Bronce. No se producen descensos forzosos ya que los clubes deciden por libre inscripción militar en esta categoría.
Esta temporada se mantuvo la misma cantidad de equipos que la temporada anterior. El ascenso a  la OK Liga Plata del C.H. Burguillos se compensó con el descenso C.P.P. Raspeig, y el descenso voluntario del C.P. Muro a la Liga Autonómica de la Comunidad Valenciana se compensó con la incorporación del C.P. Fuengirola. 	
El C.P.P. Raspeig se proclamó campeón tras disputar la liga regular, clasificándose para la OK Liga Bronce junto al Hockey Club Concentaina, al C.P. Alhambra Cájar y al C.H.P. Cájar Granada, aunque este último renunció a participar.
|  | Pos. | Equipo                  | Localidad               |
|  | 1.   | C.P.P. Raspeig          | San Vicente del Raspeig |
|  | 2.   | Hockey Club Concentaina | Concentaina             |
|  | 3.   | C.H.P. Cájar Granada    | Cájar                   |
|  | 4.   | C.P. Alhambra Cájar     | La Zubia                |
|  | 5.   | Club Patín Irlandesas   | Sevilla                 |
|  | 6.   | Club Patín Claret       | Sevilla                 |
|  | 7.   | C.P. Fuengirola         | Fuengirola              |

## Cuarto nivel
El cuarto nivel del campeonato español de hockey sobre patines está compuesto por cuatro ligas autonómicas organizadas por sus respectivas federaciones regionales, decidiendo cada una de ellas si existe sistema de ascensos y descensos respecto a los otros niveles de la competición.

## Quinto nivel
El quinto nivel del campeonato español de hockey se disputa únicamente en Cataluña, al ser esta la única comunidad que cuenta con clubes suficientes para organizar una tercera categoría autonómica.

### Segunda División Catalana.
Compuesta por 68 equipos divididos en cinco grupos, todos ellos de Cataluña. Ascienden a la Primera División Catalana los cinco campeones de grupo, mientras que los mejores clasificados diputan disputan una promoción de ascenso frente a los peores clasificados de la categoría superior. No se producen descensos al tratarse de la última categoría que se disputa en esta comunidad.

## Clubes participantes en categorías inferiores
Otros clubes que no compitieron en categoría masculina senior durante la temporada 2019-20, pero que sí lo hicieron en otras categorías masculinas inferiores, o en categorías femeninas o de veteranos:
- Andalucía: C.P. Los Boliches (Fuengirola), C.D. Praderas de Santa Clara (Sevilla), Colegio Tabladilla (Sevilla), Colegio Adharaz (Espartinas).
- Asturias: C.P. La Corredoria (Oviedo), Club Patín Mieres (Mieres), C.P. El Pilar (Pola de Lena), Gradohockey (Grado), C.P. Amigos del Cibeles (Pola de Lena).
- Baleares:  Espanya Hoquei Club (Palma de Mallorca).
- Canarias: Meraki Patín Club (Telde).
- Cantabria: Club Deportivo Voto (Voto), Club Deportivo Olna (Los Corrales de Buelna), Laredo C.H. (Laredo).
- Castilla-La Mancha: Club Deportivo Hockey El Casar (El Casar).
- Castilla y León: Club Deportivo Vettonia Hockey (Ávila), Asociación Patinaje Global Bierzo (Ponferrada), Salamanca Hockey Club (Salamanca).
- Extremadura: Zafra Hockey Club (Zafra).
- Galicia: Hockey Club Cambre (Cambre), Hockey Club Riazor (La Coruña), Asociación Deportiva Club Obradoiro (La Coruña), Club Hockey Oleiros (Oleiros),  Hockey Club Cies (Vigo), Club Patín Oroso (Oroso), C. Compañía de María Ferrol (Ferrol), Diver Patín CD (Santiago de Compostela), S.D.C. Santa María del Mar (La Coruña), Noia Hockey Club (Noya), Hockey Club As Pontes (Puentes de García Rodríguez).
- Comunidad de Madrid: C.P.A. Boadilla del Monte (Boadilla del Monte), Colegio Santa María La Blanca (Madrid), Colegio Luyfe Rivas (Rivas-Vaciamadrid), C.D. Retamar (Pozuelo de Alarcón), Patinkid (Madrid), C.D. Gredos San Diego (Madrid).
- Murciaː C.P.H. Totana (Totana).
- Navarra: Unión Deportiva y Cultural Rochapea (Pamplona), Ikastola San Fermín (Cizur Menor), Tudela Hockey Club (Tudela), Denok Bat (Pamplona).
- País Vasco: Gatitako Iusturi P.K. (Gatica), Getxo Irristan (Guecho), Olarizu (Vitoria), MSK Hockey Mungia (Munguía).
- Comunidad Valenciana: Club Patí Xábia (Jávea), Club Hoquei Banyeres (Bañeres de Mariola), Hockey Club Villena (Villena), Floreal Hockey Club (San Vicente del Raspeig).